# 21 Batalion Saperów (LWP)

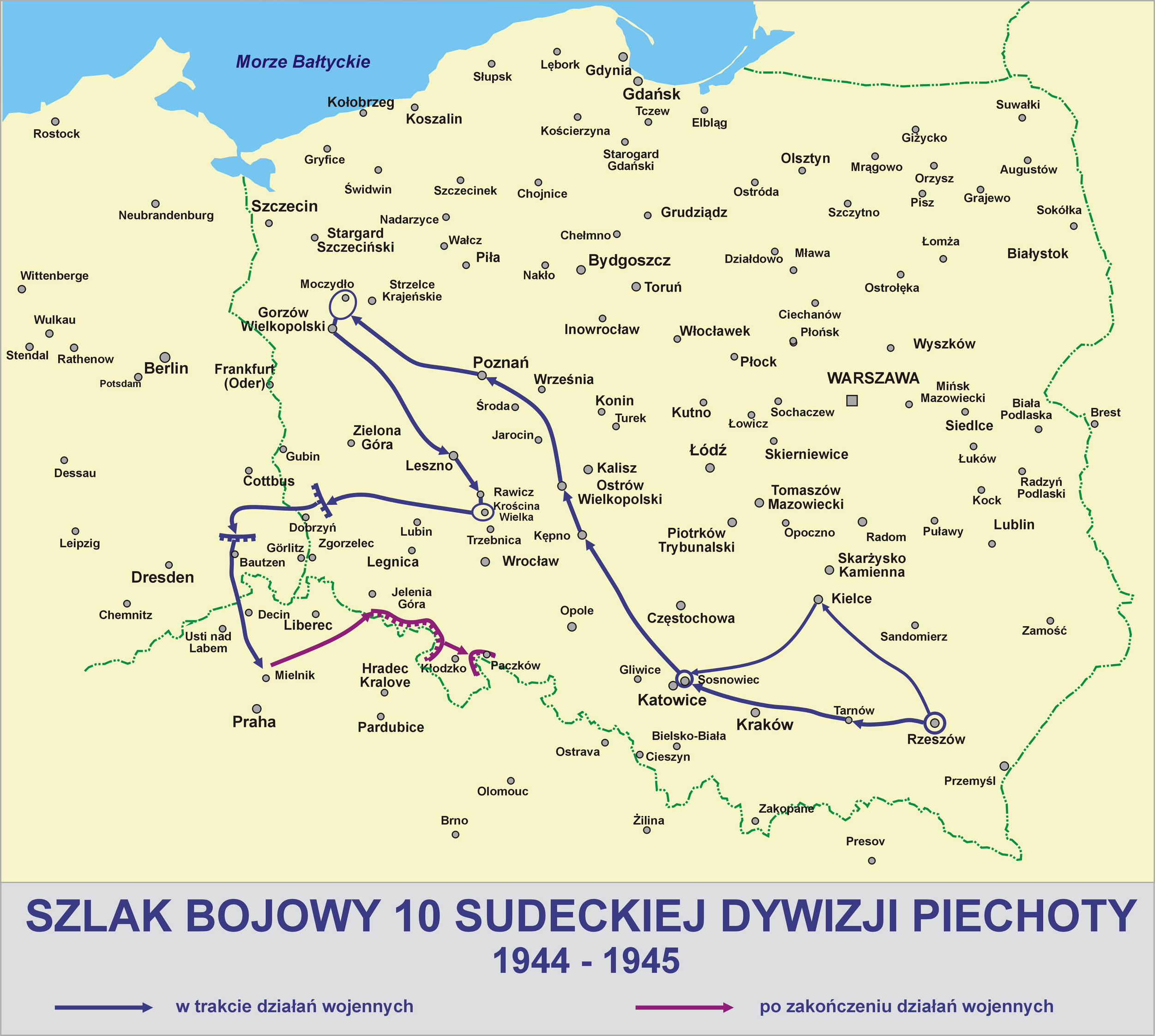
Batalion walczył w składzie dywizji

21 batalion saperów (21 bsap) – samodzielny pododdział wojsk inżynieryjnych ludowego Wojska Polskiego.
Sformowany w Rzeszowie na podstawie rozkazu Naczelnego Dowództwa Wojska Polskiego nr 41 z 6 października 1944 jako jednostka 10 Sudeckiej Dywizji Piechoty.
Przysięgę żołnierze batalionu złożyli 14 stycznia 1945 w Rzeszowie.

## Struktura organizacyjna
Etat 04/506

- dowództwo i sztab
- 3 x kompania saperów
  - 3 x pluton saperów
  - drużyna zaopatrzenia
- kwatermistrzostwo
  - magazyn techniczny
  - drużyna gospodarcza

Według etatu nr 04/506 stan etatowy wynosił 254 żołnierzy, w tym 33 oficerów, 44 podoficerów i 177 szeregowych, 3 samochody, 1 łódź MN

## Działania wojenne
W styczniu 1945 razem z oddziałami 10 DP batalion opuścił Rzeszów i przystąpił do ochrony obiektów przemysłowych na Górnym Śląsku.
W połowie lutego został przegrupowany na Pomorze Zachodnie, gdzie brał udział w ramach dywizji w działaniach zabezpieczających skrzydło 1 Frontu Białoruskiego.
27 lutego 1945 razem z dywizją znalazł się w podporządkowaniu 2 Armii Wojska Polskiego i po koncentracji w rejonie Gorzowa Wielkopolskiego został przerzucony w rejon Wrocławia gdzie brał udział w zabezpieczeniu walk o to miasto.
Na początku kwietnia 1945, 21 bsap w składzie 10 DP 2 Armii WP, otrzymał zadanie wzięcia udziału w operacji łużyckiej na kierunku Drezna. Prowadził rozbudowę inżynieryjną pozycji obronnych oraz przygotowania do forsowania Nysy. W dniach 16–17 kwietnia dywizja nie uzyskała powodzenia w forsowaniu Nysy Łużyckiej. 18 kwietnia pododdziały dywizji zdobyły niewielki przyczółek w rejonie Dobrzynia. 20 kwietnia dywizja ostatecznie sforsowała Nysę w całym pasie natarcia i posunęła się o 6–11 km do przodu. W kolejnych dniach wyszła na rubież: Tzschelln, Boxberg, Hirschwalde i Sproitz. Następnie dywizja brała udział w walce z oddziałami niemieckimi zdążającymi z południa na odsiecz Berlinowi.
Kolejnym etapem walk był udział w operacji praskiej, po zakończeniu której 21 bsap zakończył swój szlak bojowy w rejonie Czeska Lipa. Po zakończeniu działań wojennych pieszo 15 maja 1945 batalion rozpoczął przegrupowanie na Dolny Śląsk nad granicę czechosłowacką, w celu ochrony granicy południowo-zachodniej w rejonie Jeleniej Góry i Kłodzka. W związku z incydentami na granicy południowej 10 Dywizję 12 czerwca 1945 skierowano do ochrony granicy na odcinku Karpacz–Paczków. W czerwcu 1945 dowództwo batalionu stacjonowało w Jeleniej Górze.

## Okres powojenny
21 bsap wszedł do akcji rozminowania 24 lipca 1945 W połowie lipca 1945 batalion został wsparty kompanią niemieckich jeńców saperów w sile ok. 90 ludzi. Minerzy niemieccy ulegali częstym wypadkom. Po analizie okazało się, że znaczna liczba Niemców nie była saperami. Woleli jednak rozminowywać, niż siedzieć w niewoli. W pododdziałach przeprowadzono szkolenie i zajęcia instruktażowe z zakresu przeszukiwania i unieszkodliwiania min. Instruktorami szkolenia byli podoficerowie niemieccy. Saperami bezpośrednio kierowali oficerowie i podoficerowie niemieccy. Dowódcami pododdziałów byli Polacy. W drugiej połowie 1945 uczestniczył w rejonie rozminowania nr 5, które było polecone oddziałom 1 Armii (2, 6, 8, 10, 13 DP i 7 zsbsap) w pasie o szerokości 50 – 90 km wzdłuż południowej granicy Polski włącznie z Zagłębiem Śląsko-Dąbrowskim oraz na południe od kanału Gliwickiego i Opola. Rozminowaniem w tym rejonie dowodził szef Wojsk Inżynieryjnych gen. dyw. Jerzy Bordziłowski. 21 batalion rozminowywał obszary województwa wrocławskiego w rejonie: Jeleniej Góry, Dzierżoniowa, Paczkowa, Strzelina. Jednostka rozminowywała również powiaty: Lwówek Śląski, Złotoryja, Jawor, Świdnica, Środa Śląska i inne. Oczyszczała tereny z niebezpiecznych przedmiotów w rejonie Ząbkowic Śląskich, Bystrzycy Kłodzkiej, Nowej Rudy, Kamiennej Góry, Bolesławca, Zgorzelca, Brzegu, Namysłowa, Olesna, Kluczborka. W 1945 batalion oczyścił i rozminował ok. 15 tys. km kw, 180 miejscowości, 6 obiektów przemysłowych. wykrył i zniszczył ok. 800 tys. min i różnego rodzaju niebezpiecznych przedmiotów wybuchowych. W czasie wykonywania rozminowania batalion stracił 5 żołnierzy, a 6 zostało ciężko rannych. Współuczestniczyła w wytyczaniu granicy państwowej między Polską i Czechosłowacją w 1946.
W 1947 część batalionu weszła w skład Grupy Operacyjnej „Wisła” i walczyła z UPA w okolicy Cisnej. W tym czasie batalion wytyczał także granicę między Polską i ZSRR w rejonie Bieszczadów. W czasie operacji bojowych wykonywał przesieki i budował drogi i mosty, a także walczył bezpośrednio z oddziałami UPA. Oprócz walk batalion prowadził rozminowanie terenu.
Batalion wniósł poważny wkład w likwidację skutków powodzi szczególnie na Dolnym Śląsku, gdzie ochraniał mosty w powiatach: Wrocław, Milicz, Oława, Ząbkowice, Bystrzyca Kłodzka, Dzierżoniów, Świdnica, Wałbrzych, Jawor, Legnica, Złotoryja i inne. Budował również mosty na rzekach: Kwisa, Bystrzyca, Mała Panew, oraz zbiornik wodny i zaporę na Nysie Kłodzkiej w Głębinowie. Jednostka brała udział w porządkowaniu byłego hitlerowskiego obozu Groß-Rosen w Rogoźnicy.
W 1949 stacjonował w Jeleniej Górze. W połowie 1949 przeformowano go na etat 5/59 o stanie 322 wojskowych. W dniach 10–11 maja 1949 przeniesiono batalion do Świdnicy. W czasie przeformowania dywizji na związek zmechanizowany batalion otrzymał etat 5/71 o stanie 317 żołnierzy.

## Obsada personalna
Dowódcy batalionu
- mjr Sergiusz Klujew (ACz)[6][7]
- Józef Hempel,
- Stanisław Olszewski,
- Tadeusz Osowski,
- Zdzisław Tobolski (1956–1963)
- Zdzisław Barszczewski (1963–1966)
- Czesław Piotrowski